# Matriční úřad
Matriční úřad je úřad, který vede matriku. Může jím být obecní úřad, úřad městské části nebo městského obvodu v územně členěných statutárních městech anebo újezdní úřad ve vojenských újezdech, vždy ale jen pro svůj vymezený územní obvod.
Zvláštním matričním úřadem je Úřad městské části Brno-střed, který kromě matriky pro tuto městskou část vede i zvláštní matriku pro narození, uzavření manželství, vznik partnerství nebo úmrtí českých občanů, ke kterým došlo mimo území České republiky.